# Marek Wajdzik
Marek Wajdzik – polski leśnik, doktor habilitowany nauk rolniczych, profesor na Uniwersytecie Rolniczym im. Hugona Kołłątaja w Krakowie, specjalista od ekologii zwierząt łownych, zoologii leśnej oraz gospodarki łowieckiej.

## Kariera naukowa
W 1996 roku na Uniwersytecie Rolniczym im. Hugona Kołłątaja w Krakowie uzyskał tytuł magistra inżyniera w zakresie leśnictwa. W tym samym roku został zatrudniony na tejże uczelni, a w 2004 roku na jej Wydziale Leśnym uzyskał stopień doktora nauk rolniczych w zakresie leśnictwa na podstawie rozprawy pt. Zróżnicowanie cech biometrycznych i kraniometrycznych oraz zawartości wybranych metali w tkankach zająca szaraka (Lepus europaeus, Pallas 1778) w obrębie aglomeracji krakowskiej, której promotorem był Andrzej Tomek. W 2019 roku ten sam wydział nadał mu stopień doktora habilitowanego nauk rolniczych w dyscyplinie nauk leśnych na podstawie pracy pt. Zmienność cech fenotypowych samców sarny europejskiej (Capreolus capreolus L.) na tle gospodarowania jej populacją w północno-zachodniej Małopolsce.